# 한호 (삼국지)
한호(韓浩, ? ~ ?)는 중국 후한 말 조조 휘하의 장군으로 자는 원사(元嗣)이며 사례 하내군 사람이다. 둔전을 제안한 것으로 유명하다. 상관이 납치당해도 국법을 준수하여 인질범들의 요구를 묵살하였다. 충성과 용맹이 뛰어나 조조가 주변에서 떼어놓지 않을 정도로 신임하였다.

## 생애

### 하후돈 곁에서
도적이 횡행하기에 무리를 모아 현을 지켰다. 하내태수 왕광의 종사(從事)가 되었다. 190년(초평 원년) 왕광이 반동탁 연합군에 가담하여 한호는 맹진(盟津)에서 동탁을 막았다. 동탁이 하음현령(河陰―)이자 외삼촌인 두양(杜楊)을 잡아두고 한호를 불렀으나 응하지 않았다. 원술이 장하게 여겨 기도위를 주었다. 하후돈도 그 명성을 들어 만나보고는 한호가 매우 비범했으므로 병력을 거느려 따르게 했다.
194년(흥평 원년) 조조가 도겸을 치러 간 사이 장막이 여포를 불러들여 연주를 장악하였다. 하후돈은 순욱의 다급한 요청에 견성(鄄城)으로 들어가 장막과 연동하려던 자들을 처단하였다. 그 과정에서 몇몇이 항복하는 척하다가 하후돈을 사로잡고 보화를 요구하였다. 한호가 동요하는 군을 진정시킨 후 병력을 이끌고 인질범들에게 나아가 “이 흉악한 놈들아! 대장을 납치해 협박을 하고도 살기를 바라느냐! 장수 한 명의 안전을 위한답시고 너희를 놓아줄쏘냐!”라고 일갈을 날렸다. 한편으로 하후돈에게는 눈물을 흘리며 국법이니 어쩔 수 없다고 하였다. 병사들에게 어서 공격하라고 다그치자 인질범들이 두려워 허둥대며 머리를 조아렸다. 모두 베고 하후돈을 구출했으며 조조에게 만세의 모범이라 칭찬받았다.

### 조조 곁에서
196년(건안 원년) 조조에게 둔전제가 시급하다고 진언한 것이 받아들여져 호군(護軍)이 되었다. 207년 조조가 원상과 오환을 마저 정벌하고자 했다. 다수의 장수가 반대했고 사환 역시 그랬다. 사환의 같이 간언하자는 말에 “지금 세력이 강성해 그 위엄이 사해에 미치는데 이때 천하의 근심거리를 제거해두지 않으면 나중에 후환이 됩니다. 조조공의 무용과 계책이 신묘하고도 빈틈이 없으니 우리가 중군의 병사들을 막는 것은 좋지 않습니다.”라 답하였다. 그렇게 유성(柳城) 토벌에 공을 세웠다. 관직을 중호군으로 고쳐 장사와 사마를 두게 되었다.
215년 한중 정벌에 종군하여 장로가 항복하였다. 누군가 한호의 지략이면 변경을 편안히 하는 데에 충분하므로 남겨서 한중의 수비를 맡기자고 했는데 조조가 호군 없이 자신이 어찌 편하겠냐며 물리쳤다. 그만큼 조조의 신임이 두터웠다. 작위는 만세정후(萬歲亭侯)였다.

## 삼국지연의
사서가 아닌 소설 《삼국지연의》에서는 한현의 동생으로 설정하였다. 하후돈이 신야로 출정하는 장면에서 그 부장으로 첫 등장한다. 하후돈이 제갈량의 계략인 줄도 모르고 박망파로 짓쳐 들어가자 한호가 매복을 염려하지만 묵살당한다. 그대로 화공에 당하여 전멸당한다. 하후란과 함께 군량과 말꼴을 건져보려 하지만 장비와 마주친다. 하후란은 장비에게 죽고 한호는 도주한다.
가맹관 함락에 실패한 장합을 참수하려던 조홍이 곽회의 진언에 따라 한호와 하후상을 원군으로 파견한다. 한호는 촉장이 황충인 것을 듣고 형의 복수를 다짐한다. 연전연승하며 전진해 가맹관까지 두드리는데 실은 위군을 교만하고 나태하게 만들려는 황충의 교병계(驕兵計)다. 한번의 역습에 그동안 취했던 영채들과 온갖 군수물자를 내팽개치고 천탕산으로 달아난다. 천탕산에 주둔하고 있던 하후덕에게 병사를 청해 다시 황충에게 도전하고 단 1합 만에 고꾸라진다.

## 가계
- 양자 : 한영(韓榮) - 아들이 없어서 양자가 후사를 이었다.

## 같이 보기
- 삼국지 인물 목록

## 참고 문헌
- 왕침 등, 《위서》 ; 배송지 주석, 《삼국지》9권 위서 제9 하후돈에서 인용
- 《삼국지》1권 위서 제1 무제 조조